# Jovanja
Jovanja (cyr. Јовања) – wieś w Serbii, w okręgu kolubarskim, w mieście Valjevo. W 2011 roku liczyła 279 mieszkańców.